# Джонс, Джон (боец)
Джо́натан Дуа́йт Джонс (англ. Jonathan Dwight Jones; род. 19 июля 1987 года, Рочестер, Нью-Йорк, США) — американский боец смешанных боевых искусств, выступающий под эгидой UFC. Бывший двукратный чемпион UFC в полутяжёлом и тяжёлом весе и самый молодой чемпион за всю историю этой организации. Многие считают Джонса уникумом в MMA, а также лучшим бойцом за всю историю существования ММА. Завершил карьеру профессионального бойца UFC 21 июня 2025 года.

## Рекорд по грэпплингу
| 5 поединков, 5 побед (5 сдачей), 0 поражений | 5 поединков, 5 побед (5 сдачей), 0 поражений | 5 поединков, 5 побед (5 сдачей), 0 поражений | 5 поединков, 5 побед (5 сдачей), 0 поражений | 5 поединков, 5 побед (5 сдачей), 0 поражений | 5 поединков, 5 побед (5 сдачей), 0 поражений | 5 поединков, 5 побед (5 сдачей), 0 поражений | 5 поединков, 5 побед (5 сдачей), 0 поражений |
| -------------------------------------------- | -------------------------------------------- | -------------------------------------------- | -------------------------------------------- | -------------------------------------------- | -------------------------------------------- | -------------------------------------------- | -------------------------------------------- |
| Победа                                       | 5-0                                          | Дэн Хендерсон                                | Сдача (ручной треугольник)                   | Submission Underground 2                     | 10 декабря 2016                              | Портленд, Орегон, США                        |                                              |
| Победа                                       | 4-0                                          | Рич О'Тул                                    | Сдача (гильотина)                            | NAGA Phoenix                                 | 15 октября 2016                              | Лас-Вегас, Невада, США                       |                                              |
| Победа                                       | 3-0                                          | Дон Доуберт                                  | Сдача (гильотина)                            | NAGA Phoenix                                 | 15 октября 2016                              | Финикс, Аризона, США                         |                                              |
| Победа                                       | 2-0                                          | Дуг Фурнет                                   | Сдача (кимура)                               | Northeastern Grappler's Challenge            | январь 2008                                  | Итака, Нью-Йорк, США                         |                                              |
| Победа                                       | 1-0                                          | Дуг Фурнет                                   | Сдача (кимура)                               | Northeastern Grappler's Challenge            | январь 2008                                  | Итака, Нью-Йорк, США                         |                                              |

## Титулы и достижения
- Бывший чемпион UFC в тяжёлом весе (один раз)
  - Одна успешная защита титула
- Бывший чемпион UFC в полутяжёлом весе (два раза)
  - Одиннадцать успешных защит титула
- Временный чемпион UFC в полутяжёлом весе (один раз)
- Обладатель премии «Лучший бой вечера» (четыре раза)  против Куинтон Джексон, Лиото Мачида, Александр Густафссон, Дэниел Кормье
- Обладатель премии «Лучший нокаут вечера» (один раз)  против Брендон Вера
- Обладатель премии «Болевой приём вечера» (два раза)  против Райан Бейдер, Витор Белфорт
- Обладатель премии «Выступление вечера» (три раза)  против Дэниел Кормье, Сирила Гана и Стипе Миочича
- Самое продолжительное время удержание титула в полутяжёлом весе в истории UFC (1501 день)
- Самая длинная беспроигрышная серия в истории UFC (20)
- Наибольшее количество побед подряд в полутяжёлом весе UFC (13)
- Наибольшее количество последовательных защит титула в полутяжёлом весе UFC (8)
- Наибольшее количество успешных защит титула в истории UFC (12)
- Наибольшее количество титульных боёв в истории UFC (17)
- Наибольшее количество побед в титульных боях UFC (16)
- Наибольшее количество титульных боев UFC в полутяжёлом весе (15)
- Наибольшее количество побед в титульных боях UFC в полутяжёлом весе (15)
- Наибольшее количество побед в полутяжёлом весе UFC (20)
- Наибольшее количество побед решением судей в полутяжёлом весе UFC (10)
- Самое продолжительное общее время боев в истории UFC в полутяжёлом весе (5:40:15)
- Самые значительные удары в истории UFC в полутяжёлом весе (1463)
- Самый высокий процент защиты от тейкдаунов в истории UFC в полутяжёлом весе (95,0 %)
- Четвёртое место по количеству защит титула подряд в истории UFC (8)
- Самый молодой боец, завоевавший титул чемпиона UFC (в 23 года)
- Зал славы UFC (бой года) против Александра Густафссона на UFC 165

- United States Kickboxing Association
  - Чемпион USKBA в полутяжёлом весе (один раз)

## Ранние годы
Джонатан Джонс родился 19 июля 1987 года в городе Рочестер, штат Нью-Йорк, США. Вырос в городе Эндикотт, штат Нью-Йорк. Занимался американским футболом, как и его братья Артур и Чендлер, и вольной борьбой. Во время учёбы в средней школе Джонс был чемпионом по борьбе. В Центральном колледже штата Айова он получил чемпионский титул. Вскоре он бросил колледж, в котором учился на юриста, чтобы начать свою карьеру в смешанных единоборствах.

## Карьера
Джонс дебютировал в профессиональном MMA в апреле 2008 года. Он одержал 6 побед в течение трёх месяцев, не получив ни одного поражения. Каждый бой Джонс заканчивал досрочно, благодаря этому на бойца обратила внимание организация UFC. В своём последнем бою, до подписания контракта с UFC, Джонс победил Моисеса Габина в BCX 5 в полутяжёлом весе. Он выиграл бой техническим нокаутом во втором раунде и получил титул чемпиона USKBA.

### UFC
Дебютный бой Джонса в UFC состоялся 9 августа 2008 года. Он вышел против Андре Гусмао, мастера капоэйры, на UFC 87. Джонс победил единогласным решением, продемонстрировав неординарную ударную технику.
В своём втором бою, Джонс боролся со Стефаном Боннаром на UFC 94. Бой состоялся 31 января 2009 года. Джонс показал себя превосходным борцом, прекрасно работающим в партере и выполняющим мощные броски, в том числе бросок прогибом. Как и в дебютном бою, Джонс снова показал свой потрясающий удар с разворота локтем, благодаря которому едва не нокаутировал в первом раунде своего оппонента. Но, несмотря на все попытки закончить бой досрочно, поединок продлился все три раунда, и Джон одержал победу единогласным решением судей.
Третий бой состоялся 11 июля 2009 года на юбилейном UFC 100, его оппонентом стал Джейк О’Брайан. Джонс контролировал бо́льшую часть боя, предпочитая не вступать в грепплинг и уходить от любых попыток оппонента провести тейкдаун. Джон соблюдал дистанцию и использовал своё превосходство в размахе рук (самый большой в UFC). В середине второго раунда Джонс провёл удушение гильотиной, которое привело к победе.
В сентябре 2009 года Джонс подписал новый четырёхлетний контракт с UFC.
5 декабря 2009 года на UFC: The Ultimate Finale 10 Джон Джонс встретился с Мэттом Хэмиллом. Первую половину встречи Джонс работал в стойке, затем перевёл бой в партер и в течение минуты забивал Хэмилла локтями, однако рефери не останавливал бой. Несмотря на доминирующее положение, Джонс был дисквалифицирован за запрещённый удар с использованием острой точки локтя.
Следующий бой прошёл на UFC Live: Vera vs. Jones 21 марта 2010 года против Брэндона Вера. На четвёртой минуте первого раунда Джонс нанёс точный удар локтем в партере, после чего последовал град ударов в сторону соперника. В итоге бой был остановлен. Джонс также получил награду «Нокаут вечера».
1 августа 2010 года состоялся турнир UFC Live — on Versus 2, в главном бою которого сошлись Владимир Матюшенко и Джон Джонс. «Я думаю, что Матюшенко слишком недооценён. Я видел и пересматривал по несколько раз много его поединков, и могу сказать, что он очень сильный боец, имеющий огромный опыт. По моему мнению, Владимир более жёсткий, чем Брендон Вера и Мэтт Хэмилл» — сказал Джон Джонс до начала турнира. Джонс выходил на этот бой явным фаворитом. Мало кто ставил на победу Матюшенко. В этот раз прогнозы оправдались. Джонс уверенно одержал победу техническим нокаутом. Бой начался в стойке, затем Джонс перевёл соперника в партер. Матюшенко попробовал провести болевой на руку, но Джонс сумел вырваться и провести добивание. Рефери остановил бой на отметке 1:52 первого раунда.
После очередной победы Джон должен был драться с победителем пары Ногейра — Бейдер. К тому же Дэйна Уайт пообещал ему после двух следующих побед предоставить бой за титул. В итоге следующий бой Джонса состоялся на UFC 126, а его соперником стал Райан Бейдер, не имевший к тому моменту ни одного поражения. В конце второго раунда Джонс перевёл бой в партер, а затем успешно провёл удушающий, благодаря которому был награждён бонусом «Болевой вечера».
Во время послематчевого интервью с Джоном Джонсом, после его победы над Райаном Бэйдером на UFC 126, Джо Роган объявил, что Рашад Эванс повредил колено во время тренировки. Затем Джонсу сообщили, что UFC хочет, чтобы он заменил Эванса в бою с Маурисиу Руа в главном поединке за титул чемпиона UFC в полутяжёлом весе. Джонс принял это предложение, и этот бой был назначен на это событие.20 марта 2011 года в очном противостоянии с бразильцем Джонс нокаутирует Руа в третьем раунде и становится новым чемпионом UFC в полутяжёлом весе.

### Чемпион в полутяжёлом весе
19 марта в Ньюарке состоялось UFC 128, главным событием которого стал бой между чемпионом в полутяжёлом весе Маурисиу Руа и Джоном Джонсом. Джонс с самого начала поединка завладел преимуществом и довёл бой до победы техническим нокаутом в третьем раунде. 23-летний Джонс стал самым молодым чемпионом в истории UFC.

### Защиты титула
21 апреля 2012 года состоялась третья защита титула против бывшего друга и сокомандника Джонса Рашада Эванса, бой продлился все пять раундов и завершился победой Джона единогласным решением судей, таким образом, он отстоял свой титул чемпиона UFC в полутяжёлом весе.
На пресс-конференции после UFC 145 Дэйна Уайт сообщил, что следующим соперником Джонса станет Дэн Хендерсон. Бой Джонса с Хендерсоном должен был состояться на UFC 151, но Хендерсон получил травму и выбыл из боя. Хендерсона заменили на Чейла Соннена. Джонс отказался от этого боя. UFC 151 был впоследствии отменён. Следующую защиту Джонс должен был провести против Лиото Мачиды 22 сентября 2012 года на UFC 152. Мачида отказался от боя из-за нехватки времени на подготовку. В итоге Джонс защищал титул против Витора Белфорта на UFC 152. Несмотря на то, что Джонс попался на рычаг локтя в первом раунде, он сумел выбраться из захвата и победить болевым в четвёртом раунде. Таким образом, он установил удивительный рекорд: пять побеждённых бывших чемпионов UFC подряд (Мауриси Руа, Куинтон Джексон, Лиото Мачида, Рашад Эванс и Витор Белфорт).
На UFC 159 Джонс в первом раунде нокаутировал Чейла Соннена. В одном из эпизодов боя Джонс вывихнул большой палец на левой ноге. После этой победы Джонс сравнялся с Тито Ортисом по количеству защит титула UFC в полутяжёлом весе.
21 сентября 2013 года на UFC 165 Джонс в очередной раз защищал свой чемпионский титул в поединке против Александра Густаффсона. В ходе первого раунда Джонс получил серьёзное рассечение над глазом, но продолжил состязание и в конечном итоге в равном поединке выиграл спорным единогласным решением (48-47, 48-47 и 49-46). После боя Джонс заявил, что Густаффсон дал ему самый трудный бой в его карьере.
26 апреля 2014 года Джонс в 7-й раз за свою карьеру защитил свой титул, победив единогласным решением Гловера Тейшеру.
3 января 2015 года Джон Джонс отстаивал титул чемпиона в 8-й раз, победив единогласным решением Даниэля Кормье, который на тот момент не имел поражений в карьере.

### Отстранение от выступлений
Джонс предполагал провести очередную (девятую по счёту) защиту титула против Энтони Джонсона 23 мая 2015 в Лас-Вегасе на UFC 187.
Однако 27 апреля Джон попал в автокатастрофу, травмировав беременную женщину и скрывшись с места ДТП. В машине была найдена марихуана и документы на имя Джонса. На следующий день он пришёл с повинной в полицию, после чего был выпущен под залог в 2500 долларов до суда. Полицией штата Нью-Мексико Джону Джонсу предъявлено обвинение в оставлении места ДТП, что грозило ему тремя годами лишения свободы. Руководство UFC приняло решение дисквалифицировать спортсмена на неопределённый срок и лишить его титула чемпиона в полутяжёлом весе.
Даниэл Кормье, проигравший Джонсу на UFC 182 в январе 2015, заменил его на UFC 187 в бою против Энтони Джонсона, победив которого стал новым чемпионом в полутяжёлом весе.
Джон Джонс признал вину в совершённом преступлении и получил 18 месяцев условного наказания.
Судья обязал Джонса совершить 72 акта благотворительности и провести беседы с детьми. Когда условный срок Джонса подойдёт к концу, его наказание будет пересмотрено с учётом того, соблюдал ли он условия своего условного освобождения.
Отметим, что президент UFC Дана Уайт прилетел поддержать Джонса в Альбукерке.
«Я здесь, чтобы взять на себя полную ответственность за свои действия, — сообщил Джонс в суде. — Надеюсь, вы дадите мне шанс реабилитироваться».

### Нарушение антидопинговой политики
7 июля 2016 антидопинговое агентство США уведомило UFC о потенциальном нарушении Джоном Джонсом антидопинговой политики организации, выявленном во время внеконкурсного тестирования, состоявшегося 16 июня 2016 года. Позже стало известно, что Джон Джонс попался на блокаторе эстрогенов. В результате, главное событие вечера на турнире UFC 200 сорвалось. Напомним, что Джонс должен был встретиться с Дэниэлем Кормье во второй раз.
Джонс собрал пресс-конференцию, где со слезами на глазах заявил, что не считает себя виновным в использовании допинга.
«В первую очередь хочу извиниться перед всеми фанатами, которые приехали на UFC 200 поддержать меня. Хочу извиниться перед Даниэлем Кормье. Знаю, что этот бой для него много значит, как и для меня. Даже не знаю, что сказать. Мне жаль, что такое случилось. Это ужасно. Они говорят, что что-то у меня нашли, а я не знаю, что это. Даже произнести не могу. Я против допинга, и ужасно, что меня обвинили в его употреблении. Это худшее, что случалось в моей карьере».
Комиссия USADA отстранила Джона от состязаний до того момента, как пройдут полные слушания по вопросу применения допинга бойцом.
Специальная комиссия вынесла решение по делу о провале Джоном Джонсом антидопингового тестирования. Напомним, что в организме Джонса был обнаружен гидрокси-кломифен и метаболиты летрозола, который является ингибитором ароматазы, то есть препятствует действию фермента, преобразующего тестостерон в эсторогены.
7 ноября 2016 стало известно, что USADA отстранила Джона Джонса от боев на 1 год за использование допинга.
13 сентября 2017 года были объявлены результаты пробы «Б» допинг теста, взятого непосредственно перед боем с Даниэлем Кормье. Проба «Б» подтвердила наличие в организме Джона Джонса стероидного препарата Туринабол.

### Возвращение
С ноября 2015 года официально восстановлен в качестве бойца UFC и добавлен в рейтинг pound-for-pound. Джонс не раз заявлял о том, что Дэйна Уайт предлагал ему провести бой, но он отказался из-за того, что имел «большие неприятности», однако антидопинговая компания USADA опровергла эти слухи, так как именно они не допустили его до боёв. Наказание Джонса было пересмотрено, и его отстранение было отменено в конце 2015 года, в связи с чем он получил разрешение на участие в боях. Он сразу же был возвращён на первую строчку рейтинга pound-for-pound UFC. Джонс незамедлительно получил шанс вернуть свой пояс, которого он был лишён ранее. На турнире UFC 197 Джонс должен был провести бой за пояс с действующим чемпионом Дэниелем Кормье, но тот получил травму, и Джонс сошёлся в поединке с Овинсом Сент-Прю, выступавшим на коротком уведомлении, в котором одержал победу единогласным решением судей и получил титул временного чемпиона в полутяжёлом весе. Далее Джон должен был встретиться с чемпионом Дэниелем Кормье на UFC 200, который состоялся 9 июля 2016 года.
30 декабря 2018 года Джонс совершает полноценное возвращение в октагон в матче против опытного шведа Александра Густаффсона. Джон уверенно проводит матч и в третьем раунде переводит оппонента в партер, завершая поединок градом ударов. Многие СМИ ошибочно сообщали, что в тот вечер Джонс в очередной раз защитил титул в полутяжёлом весе, на самом деле правильно утверждать, что Джонс завоевал вакантный титул чемпиона, так как он был лишен своего титула из за допинговых нарушений и последовавшей дисквалификации.
2 марта 2019 года Джон Джонс проводил очередную титульную защиту на турнире UFC 235 против соотечественника Энтони Смита. Действующий чемпион достаточно уверенно проводил бой, но досрочно победить у него не получилось, но судьи единогласно отдали победу Джонсу.
6 июля 2019 года Джонс встретился в поединке с бразильцем Тиагу Сантусом. И этот бой стал одним из самых скандальных в карьере Джонса. От его уверенной работы первым номером не осталось и следа. Он провел очень осторожный поединок, наказывая оппонента за ошибки, а победа досталась чемпиону раздельным решением судей и под недовольные крики зала.
8 февраля 2020 Джонс проводил титульную защиту против американца Доминика Рейеса, и вновь победа досталась чемпиону спорным судейским решением, хотя в этот раз оно и было единогласным. Претендент очень уверенно начал бой, обрушивая на чемпиона град ударов, но Джонс в оставшееся время смог выровнять бой и одержать победу
14 мая 2020 года в социальной сети Джон Джонс заявил, что не видит себе соперников в полутяжёлом дивизионе и готов бросить вызов тяжеловесу Фрэнсису Нганну, который моментально согласился на поединок, хотя камерунцу был обещан бой за титул чемпиона мира в тяжёлом дивизионе.
1 июня 2020 года Джонс продолжил полемику относительно своих соперников. Он заявил, что не видит для себя сильных соперников в дивизионе полутяжеловесов, поэтому предложил руководству UFC сделать титул вакантным и назначить за него бой между Домиником Рейесом и Яном Блаховичем. Джонса не устраивает тот факт, что в дивизионе у него нет достойных соперников, а значит он не может рассчитывать на серьёзные контракты даже за защиту титула.
В августе 2020 года Джонс официально отказался от титула чемпиона в полутяжёлом весе и заявил о своём желании подняться в тяжёлый дивизион и бороться за титул чемпиона UFC в тяжёлом весе.
После более чем трёхлетнего простоя Джонс встретился с Сирилом Ганом за вакантный титул чемпиона UFC в тяжёлом весе 4 марта 2023 года на турнире UFC 285. Он выиграл бой гильотиной в первом раунде и завоевал титул чемпиона UFC в тяжёлом весе. Джонс также получил бонус «Выступление вечера».
В своей первой защите титула в тяжёлом весе Джонс встретился со Стипе Миочичем на UFC 309. Изначально бой должен пройти на UFC 295, но Джонс получил травму и выбыл из поединка.
Джонс победил Миочича техническим нокаутом в 3 раунде и поставил очередной рекорд по количеству побед в титульных в истории UFC (16). Джонс также получил бонус «Выступление вечера».
В июне 2025 Дайна Уайт заявил, что Джонс Джон завершил карьеру профессионального бойца, однако в июле 2025 поступило заявление от самого Джонса, что он вернулся в пул-допинг тестирования UFC.

## Статистика
| Боёв 30          | Побед 28 | Поражений 1 |
| ---------------- | -------- | ----------- |
| Нокаутом         | 11       | 0           |
| Сдачей           | 7        | 0           |
| Решением         | 10       | 0           |
| Дисквалификацией | 0        | 1           |
| Не состоявшихся  | 1        | 1           |

| Результат    | Рекорд   | Соперник             | Способ                                      | Турнир                                    | Дата             | Раунд | Время | Место                  | Примечание |
| ------------ | -------- | -------------------- | ------------------------------------------- | ----------------------------------------- | ---------------- | ----- | ----- | ---------------------- | --- |
| Победа       | 28-1 (1) | Стипе Миочич         | TKO (удар ногой с разворота и добивание)    | UFC 309                                   | 16 ноября 2024   | 3     | 4:29  | Нью-Йорк, США          | Защитил (1) титул чемпиона UFC в тяжёлом весе. «Выступление вечера» (3); Установил рекорд по количеству успешных защит титула в истории UFC (12)                                                                |
| Победа       | 27-1 (1) | Сирил Ган            | Сдача (гильотина)                           | UFC 285                                   | 4 марта 2023     | 1     | 2:04  | Лас-Вегас, Невада, США | Завоевал титул чемпиона UFC в тяжёлом весе. «Выступление вечера» (2) |
| Победа       | 26-1 (1) | Доминик Рейес        | Единогласное решение                        | UFC 247                                   | 8 февраля 2020   | 5     | 5:00  | Хьюстон, США           | Защитил (3) титул чемпиона UFC в полутяжёлом весе |
| Победа       | 25-1 (1) | Тиагу Сантус         | Раздельное решение                          | UFC 239                                   | 6 июля 2019      | 5     | 5:00  | Парадайс               | Защитил (2) титул чемпиона UFC в полутяжёлом весе |
| Победа       | 24-1 (1) | Энтони Смит          | Единогласное решение                        | UFC 235                                   | 2 марта 2019     | 5     | 5:00  | Лас-Вегас, США         | Защитил (1) титул чемпиона UFC в полутяжёлом весе. В 4 раунде с Джонса снято 2 очка за нанесение нелегального удара коленом.                                                                                    |
| Победа       | 23-1 (1) | Александр Густафссон | Нокаут (удары)                              | UFC 232                                   | 30 декабря 2018  | 3     | 3:01  | Лос-Анджелес, США      | Завоевал вакантный титул чемпиона UFC в полутяжёлом весе |
| Не состоялся | 22-1 (1) | Даниэль Кормье       | Не состоялся (аннулирование)                | UFC 214                                   | 29 июля 2017     | 3     | 3:01  | Анахайм, США           | Бой за титул чемпиона UFC в полутяжёлом весе. Первоначально Джонс победил нокаутом, но результат был отменен, и Джонс лишен титула после положительного результата теста на метаболит. «Выступление вечера» (1) |
| Победа       | 22-1     | Овинс Сен-Прё        | Единогласное решение                        | UFC 197                                   | 23 апреля 2016   | 5     | 5:00  | Лас-Вегас, США         | Завоевал временный титул чемпиона UFC в полутяжёлом весе. Джонс был лишен титула после положительного результата теста на кломифен и летрозол перед боем за объединение титулов против Даниэля Кормье           |
| Победа       | 21-1     | Даниэль Кормье       | Единогласное решение                        | UFC 182                                   | 3 января 2015    | 5     | 5:00  | Лас-Вегас, США         | Защитил (8) титул чемпиона UFC в полутяжёлом весе. Джонс был лишен титула в апреле 2015 года за нарушение правил UFC. «Лучший бой вечера» (4)                                                                   |
| Победа       | 20-1     | Гловер Тейшейра      | Единогласное решение                        | UFC 172                                   | 26 апреля 2014   | 5     | 5:00  | Балтимор, США          | Защитил (7) титул чемпиона UFC в полутяжёлом весе. |
| Победа       | 19-1     | Александр Густафссон | Единогласное решение                        | UFC 165                                   | 21 сентября 2013 | 5     | 5:00  | Торонто, Канада        | Защитил (6) титул чемпиона UFC в полутяжёлом весе. Рекорд по количеству защит титула в полутяжёлом весе. «Лучший бой вечера» (3). «Лучший бой года» (1). Бой включён в Зал славы UFC.                           |
| Победа       | 18-1     | Чейл Соннен          | Технический нокаут (удары локтями и руками) | UFC 159                                   | 27 апреля 2013   | 1     | 4:33  | Ньюарк, США            | Поединок тренеров TUF. Защитил (5) титул чемпиона UFC в полутяжёлом весе. |
| Победа       | 17-1     | Витор Белфорт        | Болевой приём (американа)                   | UFC 152                                   | 22 сентября 2012 | 4     | 0:54  | Торонто, Канада        | Защитил (4) титул чемпиона UFC в полутяжёлом весе. «Болевой приём вечера» (2) |
| Победа       | 16-1     | Рашад Эванс          | Единогласное решение                        | UFC 145                                   | 21 апреля 2012   | 5     | 5:00  | Атланта, США           | Защитил (3) титул чемпиона UFC в полутяжёлом весе. |
| Победа       | 15-1     | Лиото Мачида         | Технической удушение (гильотина со стойки)  | UFC 140                                   | 10 декабря 2011  | 2     | 4:26  | Торонто, Канада        | Защитил (2) титул чемпиона UFC в полутяжёлом весе. «Лучший бой вечера» (2) |
| Победа       | 14-1     | Куинтон Джексон      | Удушающий приём (сзади)                     | UFC 135                                   | 24 сентября 2011 | 4     | 1:14  | Денвер, США            | Защитил (1) титул чемпиона UFC в полутяжёлом весе. «Лучший бой вечера» (1) |
| Победа       | 13-1     | Маурисиу Руа         | Технический нокаут (удар рукой и коленом)   | UFC 128                                   | 19 марта 2011    | 3     | 2:37  | Ньюарк, США            | Завоевал титул чемпиона UFC в полутяжёлом весе. |
| Победа       | 12-1     | Райан Бейдер         | Удушающий приём (гильотина)                 | UFC 126                                   | 5 февраля 2011   | 2     | 4:20  | Лас-Вегас, США         | «Болевой приём вечера» (1) |
| Победа       | 11-1     | Владимир Матюшенко   | Технический нокаут (удары локтем)           | UFC Live: Jones vs. Matyushenko           | 1 августа 2010   | 1     | 1:52  | Лас-Вегас, США         | |
| Победа       | 10-1     | Брэндон Вера         | Технический нокаут (удары локтем и руками)  | UFC Live: Vera vs. Jones                  | 21 марта 2010    | 1     | 3:19  | Брумфилд, США          | «Лучший нокаут вечера» (1) |
| Поражение    | 9-1      | Мэтт Хэмилл          | Дисквалификация (запрещенные удары локтями) | The Ultimate Fighter: Heavyweights Finale | 5 декабря 2009   | 1     | 4:14  | Лас-Вегас, США         | |
| Победа       | 9-0      | Джейк О’Брайен       | Удушающий приём (гильотина)                 | UFC 100                                   | 11 июля 2009     | 2     | 2:43  | Лас-Вегас, США         | |
| Победа       | 8-0      | Стефан Боннар        | Единогласное решение                        | UFC 94                                    | 31 января 2009   | 3     | 5:00  | Лас-Вегас, США         | |
| Победа       | 7-0      | Андре Гусман         | Единогласное решение                        | UFC 87                                    | 9 августа 2008   | 3     | 5:00  | Миннеаполис, США       | |
| Победа       | 6-0      | Моисес Габин         | Технический нокаут (удары)                  | Battle Cage Xtreme 5                      | 12 июля 2008     | 2     | 1:58  | Атлантик-Сити, США     | Завоевал чемпионский титул USKBA в полутяжёлом весе. |
| Победа       | 5-0      | Паркер Портер        | Нокаут (удар)                               | World Championship Fighting 3             | 20 июня 2008     | 1     | 0:36  | Уилмингтон, США        | |
| Победа       | 4-0      | Райан Верретт        | Технический нокаут (удары)                  | USFL: War in the Woods 3                  | 9 мая 2008       | 1     | 0:14  | Ледьярд, США           | |
| Победа       | 3-0      | Энтони Пина          | Удушающий приём (гильотина)                 | Ice Fighter                               | 25 апреля 2008   | 1     | 1:15  | Вустер, США            | |
| Победа       | 2-0      | Карлос Эдуарду       | Нокаут (удар)                               | Battle Cage Xtreme 4                      | 19 апреля 2008   | 3     | 0:24  | Атлантик-Сити, США     | |
| Победа       | 1-0      | Брэд Бернард         | Технический нокаут (удары)                  | FFP: Untamed 20                           | 12 апреля 2008   | 1     | 1:32  | Боксборо, США          | |